# Darius Ulickas
Darius Ulickas (ur. 21 kwietnia 1971 w Prenach) – litewski polityk. Poseł na Sejm Republiki Litewskiej.
W 1994 uzyskał dyplom ekonomisty na Uniwersytecie Aleksandrasa Stulginskisa.
Swoją karierę zawodową rozpoczął 1994 roku w spółce akcyjnej "Litmos", w której pracował jako  księgowy. Następnie od 1995 roku obejmował stanowisko starszego menadżera finansisty w UAB Litlotas. W 1998 wrócił do spółki "Litmos" jako dyrektor handlowy, a w 1999 awansował na stanowisko dyrektora generalnego. Od 2009 do 2012 roku był dyrektorem generalnym w AB "Grąžtai".
W 2012 przyjął propozycję kandydowania do Sejmu z ramienia Partii Pracy (Litwa) W wyborach w 2012 uzyskał mandat posła na Sejm Republiki Litewskiej.